# Cothelas
Cothelas o Cotelas (en griego antiguo: Κοθήλας), también conocido como Gudila[cita requerida] (siglo IV a. C.), fue un rey de los getas que gobernó un área cerca del Mar Negro, entre el norte de Tracia y el Danubio. Su gobierno también incluía el importante puerto de Odessos.

## Historia
Alrededor del 341 a. C., Cothelas concluyó un tratado con el rey macedonio Filipo II de Macedonia, convirtiéndose en su vasallo. Esta relación se consolidó aún más cuando su hija, Meda de Odessa, se convirtió en una de las esposas del rey macedonio.
La tumba de Cothelas se encuentra probablemente en el complejo funerario geto cerca de la actual aldea búlgara de Svehtari, en el noreste de Bulgaria.
Una persona llamada Gudila también se menciona en la Prosopografía del Imperio Romano Posterior: 395-527 d. C.